# Conference League Premier 2009-2010
La Conference League Premier 2009-2010, conosciuta anche con il nome di Blue Square Premier per motivi di sponsorizzazione, è stata la 31ª edizione del campionato inglese di calcio di quinta divisione.

## Squadre partecipanti
| Squadra                | Città                | Stagione precedente                           |
| ---------------------- | -------------------- | --------------------------------------------- |
| AFC Wimbledon          | Londra (Wimbledon)   | 1º posto in Conference League South, promosso |
| Altrincham             | Altrincham           | 15º posto in Conference League Premier        |
| Barrow                 | Barrow-in-Furness    | 20º posto in Conference League Premier        |
| Cambridge United       | Cambridge            | 2º posto in Conference League Premier         |
| Chester City           | Chester              | 23º posto in Football League Two, retrocesso  |
| Crawley Town           | Crawley              | 9º posto in Conference League Premier         |
| Eastbourne Borough     | Eastbourne           | 13º posto in Conference League Premier        |
| Ebbsfleet United       | Northfleet           | 14º posto in Conference League Premier        |
| Forest Green Rovers    | Nailsworth           | 18º posto in Conference League Premier        |
| Gateshead              | Gateshead            | 2º posto in Conference League North, promosso |
| Grays Athletic         | Grays                | 19º posto in Conference League Premier        |
| Hayes & Yeading United | Londra (Hayes)       | 4º posto in Conference League South, promosso |
| Histon                 | Histon and Impington | 3º posto in Conference League Premier         |
| Kettering Town         | Kettering            | 8º posto in Conference League Premier         |
| Kidderminster Harriers | Kidderminster        | 6º posto in Conference League Premier         |
| Luton Town             | Luton                | 24º posto in Football League Two, retrocesso  |
| Mansfield Town         | Mansfield            | 12º posto in Conference League Premier        |
| Oxford United          | Oxford               | 7º posto in Conference League Premier         |
| Rushden & Diamonds     | Irthlingborough      | 11º posto in Conference League Premier        |
| Salisbury City         | Salisbury            | 16º posto in Conference League Premier        |
| Stevenage Borough      | Stevenage            | 5º posto in Conference League Premier         |
| Tamworth               | Tamworth             | 1º posto in Conference League North, promosso |
| Wrexham                | Wrexham              | 10º posto in Conference League Premier        |
| York City              | York                 | 17º posto in Conference League Premier        |

## Classifica finale
|  | Pos. | Squadra              | Pt | G  | V  | N  | P  | GF | GS | DR  |
|  | ---- | -------------------- | -- | -- | -- | -- | -- | -- | -- | --- |
|  | 1    | Stevenage Borough    | 99 | 44 | 30 | 9  | 5  | 79 | 24 | +55 |
|  | 2    | Luton Town           | 88 | 44 | 26 | 10 | 8  | 84 | 40 | +44 |
|  | 3    | Oxford Utd           | 86 | 44 | 25 | 11 | 8  | 64 | 31 | +33 |
|  | 4    | Rushden & Diamonds   | 79 | 44 | 22 | 13 | 9  | 77 | 39 | +38 |
|  | 5    | York City            | 78 | 44 | 22 | 12 | 10 | 62 | 35 | +27 |
|  | 6    | Kettering Town       | 66 | 44 | 18 | 12 | 14 | 51 | 41 | +10 |
|  | 7    | Crawley Town         | 66 | 44 | 19 | 9  | 16 | 50 | 57 | -7  |
|  | 8    | AFC Wimbledon        | 64 | 44 | 18 | 10 | 16 | 61 | 47 | +14 |
|  | 9    | Mansfield Town       | 62 | 44 | 17 | 11 | 16 | 69 | 60 | +9  |
|  | 10   | Cambridge Utd        | 59 | 44 | 15 | 14 | 15 | 65 | 53 | +12 |
|  | 11   | Wrexham              | 58 | 44 | 15 | 13 | 16 | 45 | 39 | +6  |
|  | 12   | Salisbury City (-10) | 58 | 44 | 21 | 5  | 18 | 58 | 63 | -5  |
|  | 13   | Kidderminster        | 57 | 44 | 15 | 12 | 17 | 57 | 52 | +5  |
|  | 14   | Altrincham           | 54 | 44 | 13 | 15 | 16 | 53 | 51 | +2  |
|  | 15   | Barrow               | 52 | 44 | 13 | 13 | 18 | 50 | 67 | -17 |
|  | 16   | Tamworth             | 49 | 44 | 11 | 16 | 17 | 42 | 52 | -10 |
|  | 17   | Hayes & Yeading Utd  | 48 | 44 | 12 | 12 | 20 | 59 | 85 | -36 |
|  | 18   | Histon               | 46 | 44 | 11 | 13 | 20 | 44 | 67 | -23 |
|  | 19   | Eastbourne Borough   | 46 | 44 | 11 | 13 | 20 | 42 | 72 | -30 |
|  | 20   | Gateshead (-1)       | 45 | 44 | 13 | 7  | 24 | 46 | 69 | -23 |
|  | 21   | Forest Green         | 45 | 44 | 12 | 9  | 23 | 50 | 76 | -26 |
|  | 22   | Ebbsfleet Utd        | 44 | 44 | 12 | 7  | 25 | 49 | 82 | -33 |
|  | 23   | Grays Athletic (-2)  | 26 | 44 | 5  | 13 | 26 | 35 | 91 | -56 |
|  | −    | Chester City (-25)   | −  | −  | −  | −  | −  | −  | −  | −   |

Legenda:
      Promosso in Football League Two 2010-2011.
  Ammesso ai play-off.
      Retrocesso in Conference League North 2010-2011.
      Retrocesso in Conference League South 2010-2011.
      Escluso a campionato in corso.
Regolamento:
Tre punti a vittoria, uno a pareggio, zero a sconfitta.
In caso di arrivo di due o più squadre a pari punti, la graduatoria viene stilata secondo i seguenti criteri:
- differenza reti
- maggior numero di gol segnati

Note:

Il Chester City, già sottoposto ad amministrazione finanziaria, è stato escluso dal campionato il 26 febbraio 2010 e tutti i risultati conseguiti fino a quel momento sono stati annullati.
Salisbury City retrocesso d'ufficio in Southern League Premier Division 2010-2011, per aver violato le norme di uscita dall'amministrazione finanziaria.
Forest Green Rovers inizialmente retrocesso per peggior differenza reti rispetto al Gateshead, con il quale aveva terminato il campionato a pari punti e successivamente riammesso in Conference League Premier 2010-11.
Il Grays Athletic retrocesso in Conference League South 2010-2011, rinuncia per problemi economici e decide di iscriversi in Isthmian League Division One North.
Penalizzazioni:

Il Chester City è stato sanzionato con 25 punti di penalizzazione per essere entrato in amministrazione finanziaria.
Il Salisbury City è stato sanzionato con 10 punti di penalizzazione per essere entrato in amministrazione finanziaria.
Il Grays Athletic è stato sanzionato con 2 punti di penalizzazione per la posizione irregolare di due calciatori.
Il Gateshead è stato sanzionato con 1 punto di penalizzazione per aver abbandonato il campo nella gara con l'Hayes & Yeading United.

## Spareggi

### Play-off

#### Tabellone
|  | Semifinali | Semifinali         | Semifinali | Semifinali | Semifinali |  |  | Finale | Finale     | Finale |  |
|  |            |                    |            |            |            |  |  |        |            |        |  |
|  | 5          | York City          | 1          | 1          | 2          |  |  |        |            |        |  |
|  | 2          | Luton Town         | 0          | 0          | 0          |  |  | 5      | York City  | 1      |  |
|  | 4          | Rushden & Diamonds | 1          | 0          | 1          |  |  | 3      | Oxford Utd | 3      |  |
|  | 3          | Oxford Utd         | 1          | 2          | 3          |  |  |        |            |        |  |

#### Semifinali
|                    | Risultati |                    | Luogo           |
| ------------------ | --------- | ------------------ | --------------- |
| York City          | 1-0       | Luton Town         | York            |
| Luton Town         | 0-1       | York City          | Luton           |
|                    |           |                    |                 |
| Rushden & Diamonds | 1-1       | Oxford United      | Irthlingborough |
| Oxford United      | 2-0       | Rushden & Diamonds | Oxford          |
|                    |           |                    |                 |

#### Finale
|               | Risultati |           | Luogo            |
| ------------- | --------- | --------- | ---------------- |
| Oxford United | 3-1       | York City | Londra (Wembley) |
|               |           |           |                  |